# Chantepie
Chantepie is een gemeente in het Franse departement Ille-et-Vilaine (regio Bretagne). De gemeente telde 10.378 inwoners op 1 januari 2022. De plaats maakt deel uit van het arrondissement Rennes.

## Geografie
De oppervlakte van Chantepie bedroeg op 1 januari 2022 11,98 vierkante kilometer; de bevolkingsdichtheid was toen 866,3 inwoners per km².
De onderstaande kaart toont de ligging van Chantepie met de belangrijkste infrastructuur en aangrenzende gemeenten.

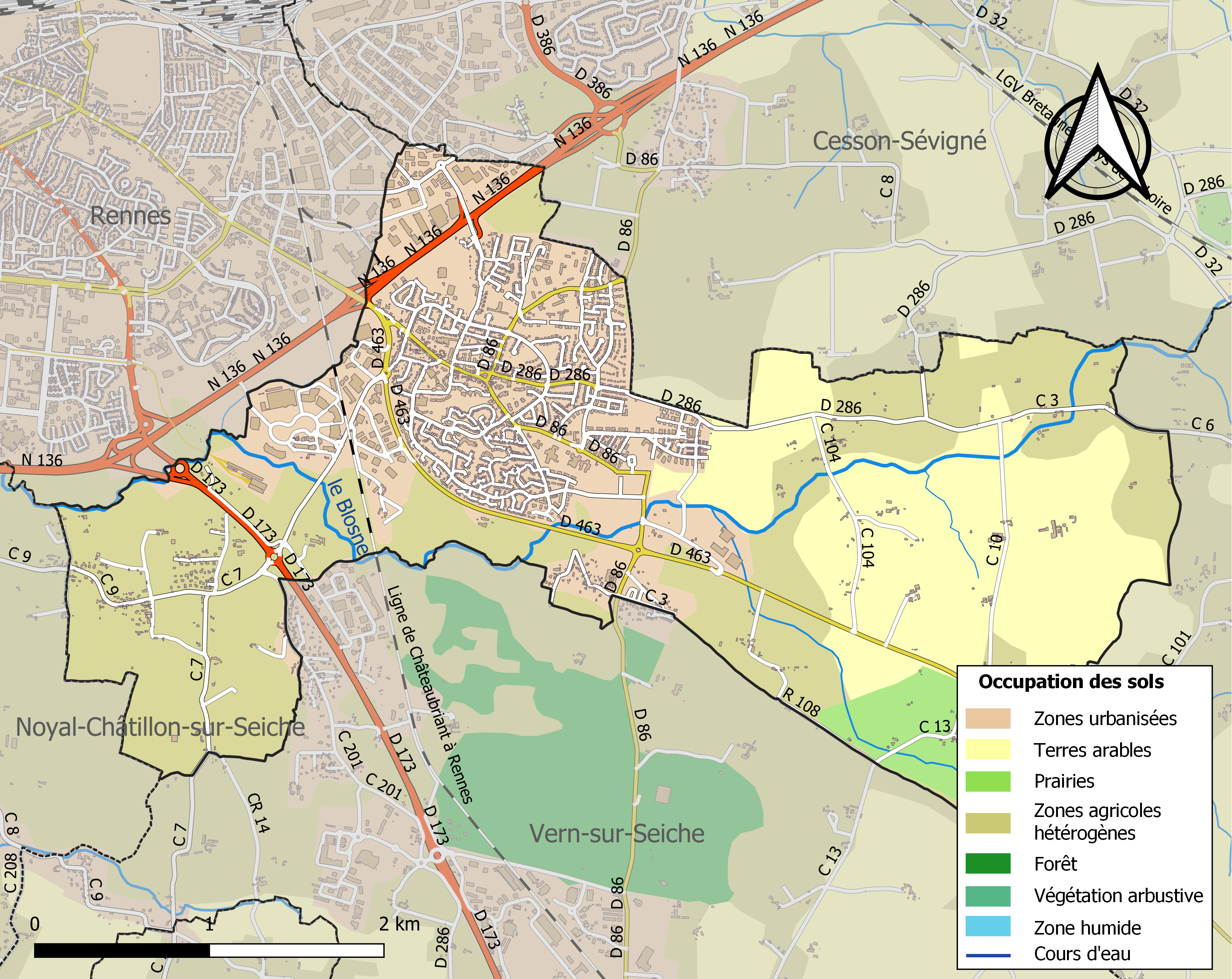

## Demografie
Onderstaande figuur toont het verloop van het inwonertal (bron: INSEE-tellingen).